# زنگ‌مرغ‌های عسل‌خوار
زنگ‌مرغ‌های عسل‌خوار (نام علمی: Anthornis) یک تیره از پرندگان خانواده عسل‌خواران (Meliphagidae) است. اعضای آن را زنگ‌مرغ می‌نامند. طبق داده‌های ژنتیکی، این جنس خواهر پروستمادرا است.
این سرده دارای گونه‌های زیر است:
- زنگ‌مرغ نیوزیلند، Anthornis melanura
- زنگ‌مرغ چتم، Anthornis melanocephala (منقرض‌شده)[۲]

آنها را زنگ‌مرغ می‌نامند، زیرا صدای آنها مانند زنگ است. زنگ‌مرغ‌های نر جوان صدای نرهای مسن‌تر همسایه را کپی می‌کنند. گاهی دو نر می‌توانند تقریباً کاملاً هماهنگ بخوانند؛ زیرا یکی از دیگری کپی کرده‌است.